# Amorphis
Amorphis — финская англоязычная метал-группа. Группа была основана в 1990 году Яном Рехбергером и Эсой Холопайненом. Группа неоднократно меняла звучание, и её музыка не укладывается в рамки одного жанра. Её первый альбом выдержан в стиле дэт-метал. Начиная со второго альбома группа соединила финскую народную музыку с дэт-дум-метал. На более поздних записях появилось влияние прогрессивного рока; начиная с альбома Elegy в дополнение к гроулингу Томи Койвусаари появился чистый вокал Паси Коскинена.
В лирике Amorphis используются мотивы народной финской поэзии, в том числе эпоса «Калевала».

## История

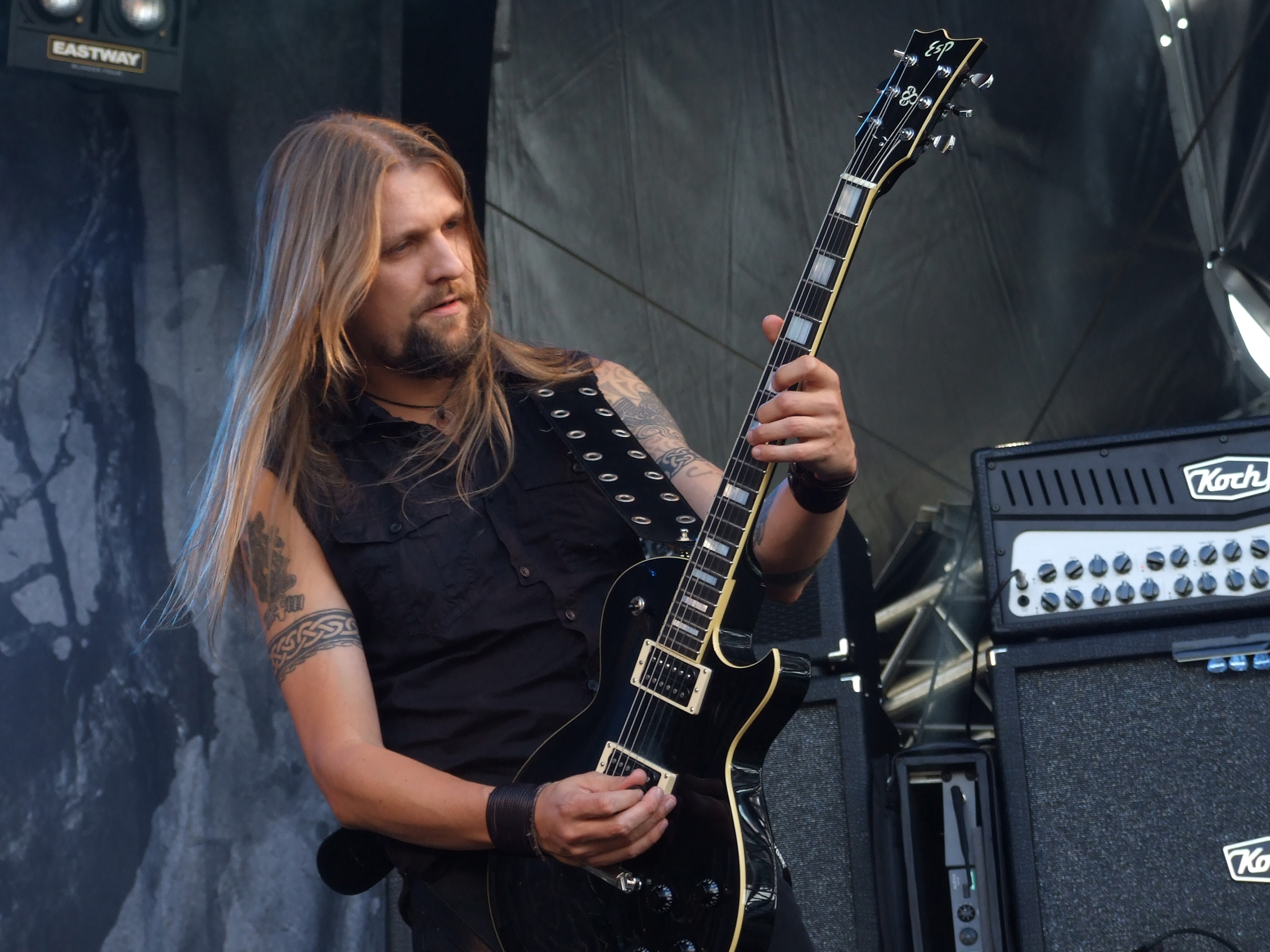
Эса Холопайнен, лидер группы

Музыкальный коллектив Amorphis был сформирован в 1990 году в Хельсинки гитаристом Эсой Холопайненом и ударником/клавишником Яном Рехбергером. Спустя некоторое время в группу приходят гитарист-вокалист Томи Койвусаари из группы Abhorrence и басист Олли-Пекка Лайне. В таком составе группа в середине 1991 года записывает свой первый музыкальный материал в виде демо-ленты, получившей название Disment of Soul. После записи демо на группу обратил внимание лейбл Relapse Records и предложил договор на выпуск альбомов. Первоначальной идеей сотрудничества лейбла и группы должен был стать сплит с Incantation, однако замысел не удался, и вместо сплита в том же 1991 году был выпущен сингл «Vulgar Necrolatry». Тогда же Amorphis начинают работу над дебютным полноформатным альбом The Karelian Isthmus, в большей своей части посвящённого ранней истории Финляндии. Альбом хорошо был встречен критиками. В 1993 году на Relapse Records выходит EP Privilege of Evil, содержащий ранний материал группы, а в группу приходит клавишник Каспер Мортинсон.
Уже в 1994 году выходит второй полноформатный альбом группы под названием Tales from the Thousand Lakes, который, по словам участников группы, стал первым шагом на пути к прогрессивному металу с использованием клавишных. Альбом был посвящён народному финскому эпосу «Калевала», с гроулингом всё чаще стал соседствовать «чистый» вокал, исполненный Вилле Туоми. Альбом имел большой успех, в результате которого группе удалось отыграть множество концертов, в том числе с Entombed и Tiamat. Из-за частых концертов группу покинул клавишник Каспер Мортинсон, ему на смену пришёл Ким Рантала. В 1994 году также вышел EP Black Winter Day, на котором можно найти несколько ранее неизданных композиций. В 1996 году выходит альбом Elegy, по мнению некоторых оказавший сильное влияние на метал-сцену. Альбом был записан с новыми участниками, в частности место вокалиста занял Паси Коскинен, ставший петь только «чистым» вокалом, место ударника занял Пекка Касари (ранее играл в финской трэш-метал-группе Stone). Лирической основой альбома стала книга «The Kanteletar», вобравшая в себя множество народных финских поэм. С этим альбомом Amorphis полностью отошли от дэт-метала остановившись на прогрессивном звучании с фолковыми мотивами и рок-музыке 1970-х годов.
В 1997 году выходит EP My Kantele сохранивший стилистику прошлого альбома. В него также были включены два кавера: «And I Hear You Call» группы Kingston Wall и «Levitation» группы Hawkwind. В ходе подготовки к записи альбома Tuonela (1999) из группы ушёл клавишник Ким Рантала, вскоре заменённый на Сантери Каллио из группы Kyyria. По мнению самих музыкантов альбом стал более доступным для массового слушателя.
После записи альбома Tuonela из группы уходит басист Олли-Пекка Лайне. Его заменяет Никлас Этелявуори. В 2001 году выходит альбом Am Universum, на котором группа полностью отказывается от гроулинга.
Следующий альбом Far From The Sun вышел в 2003 году. К этому времени группу покидает Пекка Касари, и за ударные возвращается сооснователь группы Ян Рехбергер. Этот же альбом знаменует конец участия в группе Паси Коскинена — в 2004 году он покинул коллектив.
Спустя некоторое время место вокалиста занял Томи Йоутсен (ex-Nevergreen). Звучание претерпело определённые изменения, в частности, вновь появился гроулинг — все вокальные партии, и чистые, и агрессивные исполняет Томи Йоутсен. Новый состав выпустил альбомы Eclipse (2006), Silent Waters (2007), Skyforger (2009), а также Magic & Mayhem (2010), на котором группа заново переиграла лучшие хиты с первых трёх пластинок.
Новый альбом The Beginning of Times, выпущенный 25 мая 2011 года, рассказывает историю самого важного персонажа финской мифологии и фольклора. Это финский бог Вяйнямёйнен, которого описывают как могучего мудрого старика с волшебным голосом. Вяйнямёйнен, согласно Калевале, был создателем мира, древним героем и очень влиятельным шаманом.
17 января 2013 года стало известно, что группа собирается выпустить ещё один полноформатный альбом. Релиз получил название Circle. Альбом был выпущен 19 апреля в Европе и 30 апреля в Северной Америке. Продюсером альбома стал Петер Тэгтгрен, фронтмен группы Pain.

### Under the Red Cloud
Группа начала сочинять новые песни в начале 2015 года, а 4 марта того же года было объявлено, что Amorphis начнет записывать альбом в апреле 2015 года в Fascination Street Studio, Эребру, Швеция, с продюсером Йенсом Богреном с предварительной датой выпуска альбома в сентябре 2015 года.
Тексты песен снова написаны Пеккой Кайналайненом, который говорит: «Как „Калевала“, это описания природных явлений, времен года и человеческого разума. Повторение ситуаций, когда надежда и неопределенность чередуются. Попытка получить совет от высших сил. Не формируют полную историю как таковую, но они сближаются определённой темой. Мы живем под красным облаком, и снова весит время».
Выпуск нового альбома сопровождался мировым турне, начиная с шоу в родной для группы Финляндии, и продолжаясь в других частях Европы с Nightwish и Arch Enemy в ноябре 2015 года.
15 июня 2015 года было объявлено, что новый альбом получил название Under the Red Cloud. Он был выпущен 4 сентября того же года.
В апреле 2017 из-за разногласий с менеджментом группу покидает басист Никлас Этелявуори. На его место возвращается Олли-Пекка Лайне. Так сформировался действующий (на 2024 год) состав группы: Рехбергер-Холопайнен-Лайне-Койвусаари-Каллио-Йоутсен.

### Queen of TimeиHalo
В ноябре 2017 года группа отправляется в студию для записи своего нового 13-го по счёту альбома. Продюсировал альбом вновь Йенс Богрен, работавший с группой над их прошлым альбомом Under The Red Cloud.
22 февраля 2018 года Amorphis объявил о завершении записи. Альбом получил название Queen of Time и вышел 18 мая 2018 года на лейбле Nuclear Blast. 23 марта 2018 года группа выпустила первый сингл с альбома под названием «The Bee», а 20 апреля ещё один — «Wrong Direction».
4 ноября 2021 года группа анонсировала свой четырнадцатый студийный альбом Halo, который должен выйти 11 февраля 2022 года на лейбле Atomic Fire. По словам Томи Йоутсена, альбом «повествует о древних временах, когда человек блуждал по заброшенным северным границам после ледникового периода».

## Состав

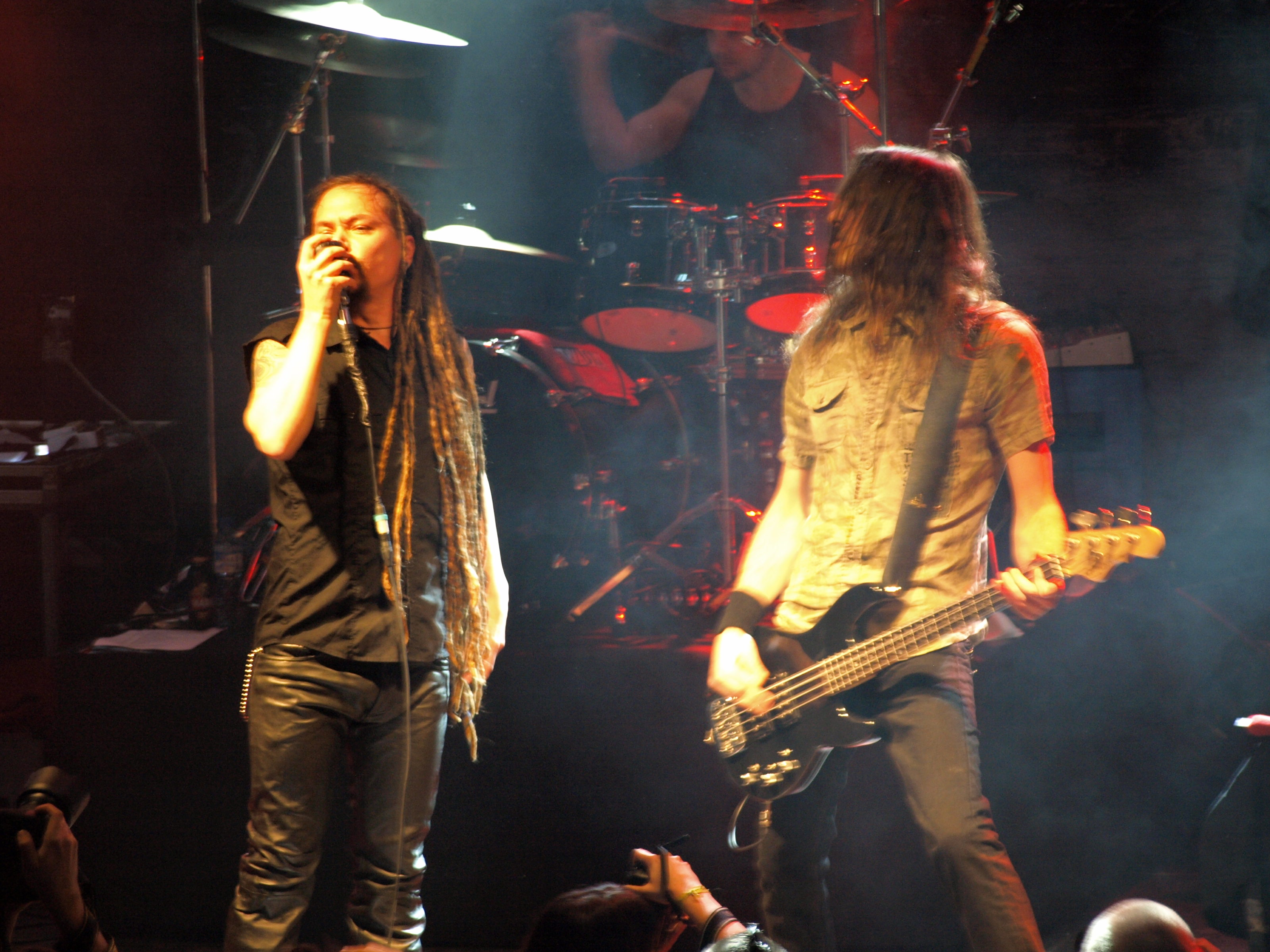
Томи, Ян и Никлас

### Текущий состав
- Томи Йоутсен — вокал, гроулинг
- Эса Холопайнен — соло-гитара, акустическая гитара
- Томи Койвусаари — гитара (вокал на первых альбомах)
- Олли-Пекка Лайне — бас-гитара
- Сантери Каллио — клавишные
- Ян Рехбергер — ударные

### Бывшие участники
- Паси Коскинен — вокал (1996—2004) (Ajattara)
- Вилле Туоми — вокал 1994
- Никлас Этелявуори — бас-гитара (1999—2017)
- Пекка Касари — ударные (1996—2002)
- Ким Рантала — клавишные (1994—1998)
- Каспер Мортенсен — клавишные (1993—1994)

## Дискография

### Студийные альбомы
- The Karelian Isthmus (1992)
- Tales from the Thousand Lakes (1994)
- Elegy (1996)
- Tuonela (1999)
- Am Universum (2001)
- Far from the Sun (2003)
- Eclipse (2006)
- Silent Waters (2007)
- Skyforger (2009)
- The Beginning of Times (2011)[10]
- Circle (2013)
- Under the Red Cloud (2015)
- Queen of Time (2018)
- Halo (2022)

### Мини-альбомы
- Disment of Soul (1991, демозапись)
- Privilege of Evil (1993)
- Black Winter Day (1995)
- My Kantele (1997)

### Синглы
- «Amorphis» (1991)
- «Divinity» (1999)
- «Alone» (2001)
- «Mourning Soil» (2003)
- «Far From The Sun» (2003)
- «Day of Your Beliefs» (2003)
- «Evil Inside» (2003)
- «House of Sleep» (2006)
- «The Smoke» (2006)
- «Her Alone» (2006)
- «Silent Waters» (2007)
- «Silver Bride» (2009)
- «From The Heaven Of My Heart» (2009)
- «You I Need» (2011)
- «Hopeless Days» (2013)
- «Mission» (2013)
- «The Wanderer» (2013)
- «Death of a king» (2015)
- «Sacrifice» (2015)
- «Separated» (2016)
- «Honeyflow» (2018)
- «Brother and Sister» (2021)

### Сборники
- Story — 10th Anniversary (2000)
- Chapters (CD и DVD, 2003)
- Forging The Land Of Thousand Lakes (Live, 2CD и 2DVD, 2010)[11]
- Magic & Mayhem – Tales from the Early Years (2010)
- An Evening with Friends at Huvila (2017) (концертная запись, включающая песни предыдущих лет)

## Видеография
- Into Hiding (1994, длительностью 03:48 мин.)
- Black Winter Day (1994, длительностью 03:46 мин.)
- My Kantele (1996, длительностью 05:41 мин.)
- Against Widows (длительностью 04:17 мин.)
- Alone (2001, длительностью 04:19 мин.)
- Divinity (1999, длительностью 03:42 мин.)
- Evil Inside (2003, длительностью 03:22 мин.)
- House of Sleep (2006, длительностью 04:18 мин.)
- Silent Waters (2007, длительностью 04:00 мин.)
- Silver Bride (2009, длительностью 03:28 мин.)
- You I Need (2011, длительностью 04:23 мин.)
- Hopeless Days (2013, длительностью 05:14 мин.)
- The Wanderer (2013, длительностью 04:49 мин.)
- Sacrifice (2015, длительностью 04:18 мин.)
- Death of a King (2015, длительностью 5:32 мин.)
- Wrong Direction (2018, длительность 4:52 мин.)
- Amongst Stars (2018, длительность 4:48 мин.)